# Hicinger
Hicinger je priimek v Sloveniji, ki ga je po podatkih Statističnega urada Republike Slovenije na dan 1. januarja 2010 uporabljalo manj kot 5 oseb.  

## Znani nosilci priimka
- Peter Hicinger (1812—1867), pisatelj in zgodovinar